# Maria Laura Almirão
Maria Laura Almirão (São Paulo, 20 de septiembre de 1977) es una deportista brasileña de atletismo.
A nivel iberoamericano, recibió la medalla de oro en los 4 x 400 m relevo y 400 m del XI Campeonato Iberoamericano de Atletismo de 2004 en Huelva, España. Por otro lado, en 2006 recibió la medalla de plata en los 400 m del XII Campeonato Iberoamericano de Atletismo de 2006 realizado en Ponce, Puerto Rico, el año 2006, y en 2008 recibió la medalla de plata junto a Perla dos Santos, Josiane Tito y Sheila Ferreira en los 4 x 400 m relevo y la medalla de bronce en los 400 m del XIII Campeonato Iberoamericano de Atletismo de 2008 realizado en Iquique, Chile.
A nivel sudamericano, ganó la medalla de oro por los 400 m en el Campeonato Sudamericano de Atletismo realizado en Cali, Colombia, el año 2005, tras ganar la presea de plata en la misma disciplina en la versión 2001 del mismo torneo realizado en Manaus, Brasil.
Ha defendido a su país en diversos torneos internacionales, entre ellos, los Juegos Olímpicos de Atenas 2004 y los Juegos Olímpicos de Pekín 2008, además de los Juegos Panamericanos de 2003 y 2007 a los que clasificó tras sus resultados en el Trofeo Brasil.